# Звинувачення в геноциді на Донбасі
Звинувачення в геноциді на Донбасі — це звинувачення в геноциді, які Російська Федерація висунула Україні. Відповідно до звинувачень Російської Федерації, політика української влади на Донбасі має геноцидний характер, а президент Російської Федерації Володимир Путін використав це звинувачення як привід для вторгнення в Україну у 2022 році.
Україна подала позов до Міжнародного суду ООН за звинуваченнями Російської Федерації, але суд не знайшов доказів на підтримку звинувачення і зобов'язав РФ «негайно призупинити військові дії» щодо України. У доповіді 30 вчених у галузі права та геноциду попереджено, що російські звинувачення проти України є дзеркальними та є частиною підбурювання Російською Федерацією до геноциду.

## Звинувачення
Президент Російської Федерації Володимир Путін у розмові з «Комітетом громадянського суспільства і прав людини» 10 грудня 2021 року заявив: «Ми з вами дуже чітко бачимо ситуацію на Донбасі. Звичайно, це дуже нагадує те, що ви згадали. геноцид».
23 лютого 2022 року, коли почалася напруга на російсько-українському кордоні, Україна на Генеральній асамблеї ООН закликала міжнародну спільноту припинити плани агресії Російської Федерації, а постійний представник Російської Федерації при ООН Небеня заявив: «у погляді на кричущий геноцид і найголовніше Права людини людей світу — право на життя порушуються, і наша країна не може залишатися байдужою до долі 4 мільйонів людей Донбасу».
У телевізійному зверненні до Кремля під час повномасштабного вторгнення в Україну Путін заявив: «Так званий цивілізований світ… воліє проігнорувати це, наче жахливого геноциду, від якого страждають майже 4 мільйони людей, ніколи не було». Путін заявив, що Російська Федерація повинна провести «спеціальні військові операції», щоб «захистити тих, хто постраждав від знущань і геноциду [на сході України]».
29 березня 2022 року під час зустрічі з Комітетом президента Російської Федерації з прав людини Путін знову заявив, що те, як київська влада ставиться до російськомовних районів Східної України, «дуже нагадує геноцид», і сказав: «Русофобія є причиною геноциду. Першим кроком є вжиття надзвичайно точних заходів, щоб уважно впоратися з нею та не дозволити применшити значення проблеми».

## Реакції
Організація з безпеки та співробітництва в Європі (ОБСЄ), яка спостерігає за війною в Україні з 2014 року, заявила, що не знайшла жодних доказів на підтримку «систематичного винищення Росією (проросійського) народу Донбасу».
7 березня 2022 року Україна подала скаргу до Міжнародного суду ООН, в якій заявила, що звинувачення Російської Федерації в геноциді не відповідають дійсності та в жодному разі не можуть бути правовою підставою для вторгнення, а також що відповідно до Конвенції 1948 року про запобігання і покарання за Злочин геноциду Переслідується за російське вторгнення в Україну. 16 березня 2022 року Міжнародний суд ООН постановив, що Російська Федерація має «негайно припинити свої військові операції в Україні», заявивши, що «Україна має розумне право не погоджуватися на військові дії Російської Федерації для запобігання та покарання за т. зв. геноцид в Україні».
Міжнародна асоціація дослідників геноциду (IAGS) оприлюднила заяву, в якій засудила «неправомірне привласнення та зловживання терміном геноцид» Путіним, заявила Reuters Мелані О'Брайен, президент Міжнародної асоціації дослідників геноциду. Сказав, що «абсолютно немає доказів того, що в Україні відбувається геноцид».
Канцлер Німеччини Олаф Шольц відкинув заяви Путіна як «сміховинні», заявивши, що немає доказів геноциду на сході України.